# Romodanovo
Romodanovo (in russo Ромода́ново?) è un insediamento di tipo urbano della Repubblica di Mordovia, Russia. È il centro amministrativo del distretto Romodanovskij.
È situato su entrambe le sponde del fiume Insar, 31 km a nord-est della capitale Saransk.